# Belgirate
Belgirate est une commune italienne, située sur la rive occidentale du lac Majeur, dans la province du Verbano-Cusio-Ossola, dans la région Piémont.

## Administration
| Période                                  | Période  | Identité              | Étiquette | Qualité  |
| ---------------------------------------- | -------- | --------------------- | --------- | -------- |
| 2006                                     | En cours | Prof. Giorgio Pollini | aucun     | retraité |
| Les données manquantes sont à compléter. |          |                       |           |          |

### Communes limitrophes
Besozzo, Brebbia, Ispra, Leggiuno, Lesa, Monvalle, Stresa.